# Euodynerus exoglyphus
Euodynerus exoglyphus är en stekelart som först beskrevs av Richard Mitchell Bohart 1939.  Euodynerus exoglyphus ingår i släktet kamgetingar, och familjen Eumenidae. Utöver nominatformen finns också underarten E. e. albovittatus.